# District de Monthey
Le district de Monthey, dont Monthey est le chef-lieu, est un des treize districts du canton du Valais en Suisse qui se situe dans la région du Bas-Valais.

## Histoire
Du XIIe siècle à 1536, le district de Monthey est une châtellenie savoyarde. La châtellenie tire son origine du Château-Vieux de Monthey, qui commande la route de Saint-Maurice à Saint-Gingolph et l'accès par Morgins au val d'Abondance ; cette voie a une importance particulière alors que les Savoie dominent les deux versants, jusqu'au milieu du XVe siècle. Le château est la première résidence connue des châtelains savoyards (ou des vice-châtelains, lorsque les premiers habitaient à Saint-Maurice). La première mention connue de vidomnes et des majors date de 1206. Le château est alors le chef-lieu d'un territoire accordé en apanage à Marguerite de Savoie, comtesse de Kybourg, qui comprend Collombey-Muraz, Vouvry, Saint-Maurice, Lavey, la vallée du Rhône jusqu'au quartier de La Bâtiaz, Troistorrents et le val d'Illiez. Le comte Philippe Ier de Savoie signe au château, en 1282, un acte d'affranchissement des gens de Collombey, Muraz, Troistorrents et Choëx. Le tribunal de la châtellenie dispose d'un greffier, parfois de deux (le second pour Saint-Maurice), d'un huissier, d'une prison et d'un gibet à la Balmaz. La haute justice relève alors du bailli du Chablais, qui résidait le plus souvent au château de Chillon. En 1329, la châtellenie devient douaire de la veuve d'Amédée V, Marie de Brabant, et, en 1357, celui de Blanche de Savoie, sœur du comte Amédée VI de Savoie et femme de Galéas II Visconti, duc de Milan. La châtellenie est alors régie par un gouverneur et reste aux Visconti jusqu'en 1404. Enfin, en 1497, elle est la dot de Louise de Savoie, femme de François de Luxembourg.
Lors des guerres de Bourgogne, en 1475-1476, la châtellenie est amputée de Saint-Maurice et de Lavey, conquis par les dizains valaisans. En 1536, la maison de Savoie perd tous ses territoires ; le Chablais est occupé par les dizains jusqu'à Évian, et la châtellenie de Monthey fait partie du bailliage de Monthey. Malgré l'opposition du châtelain et des habitants de Troistorrents et du val d'Illiez, la châtellenie devient officiellement pays sujet des dizains par le traité de Thonon, en mars 1569, lorsque le Valais restitue une partie de ses conquêtes à la Savoie (gouvernements d'Évian et de Saint-Jean d'Aulph). Les franchises de Monthey sont confirmées par le grand bailli. Les gouverneurs haut-valaisan de Monthey, élus à tour de rôle par les sept dizains pour deux ans, y détiennent les pouvoirs délégués par la Diète, en rivalité avec le prince-évêque. La fonction de vidomne est exercée depuis 1505 par la famille Du Rosey, mais les relations avec les bourgeois de Monthey sont tendues. Au début du XVIe siècle, cette famille a acquis le château et des droits féodaux des Montheys (ou Montheolo), des Arbignon, ainsi que le vidomnat de Monthey et la seigneurie de Martenoît (commune de Val-d'Illiez). Le procès de 1546 qui oppose Aymon du Rosey aux bourgeois amène la saisie par les dizains du vidomnat et du château, où s'installe le gouverneur. Le châtelain reste un juge civil inférieur, fonction généralement dévolue aux du Fay, Paërnat et Vantéry.
Dès 1551, mais plus encore aux XVIIe et XVIIIe siècles, Troistorrents et Collombey menacent la châtellenie de scission car ils se sentent écartés ; le partage est prononcé par la Diète en 1787, malgré le désir du grand châtelain Pierre Louis du Fay de maintenir l'unité. La châtellenie est alors partagée en trois nouvelles châtellenies, celles de Monthey, de Troistorrents et Collombey-Muraz. La révolution helvétique en 1798 recrée cependant l'unité, qui n'est plus remise en question lors des nombreuses modifications constitutionnelles et les appellations diverses entre 1798 et 1848 ; la châtellenie devient ainsi un district sous la République helvétique jusqu'en 1802, puis un dizain de la République du Valais jusqu'en 1810, un canton du département français du Simplon jusqu'en 1815, de nouveau un dizain jusqu'en 1848 et enfin un district du canton du Valais dès 1848.

## Liste des communes
Voici la liste des communes composant le district avec, pour chacune, sa population.

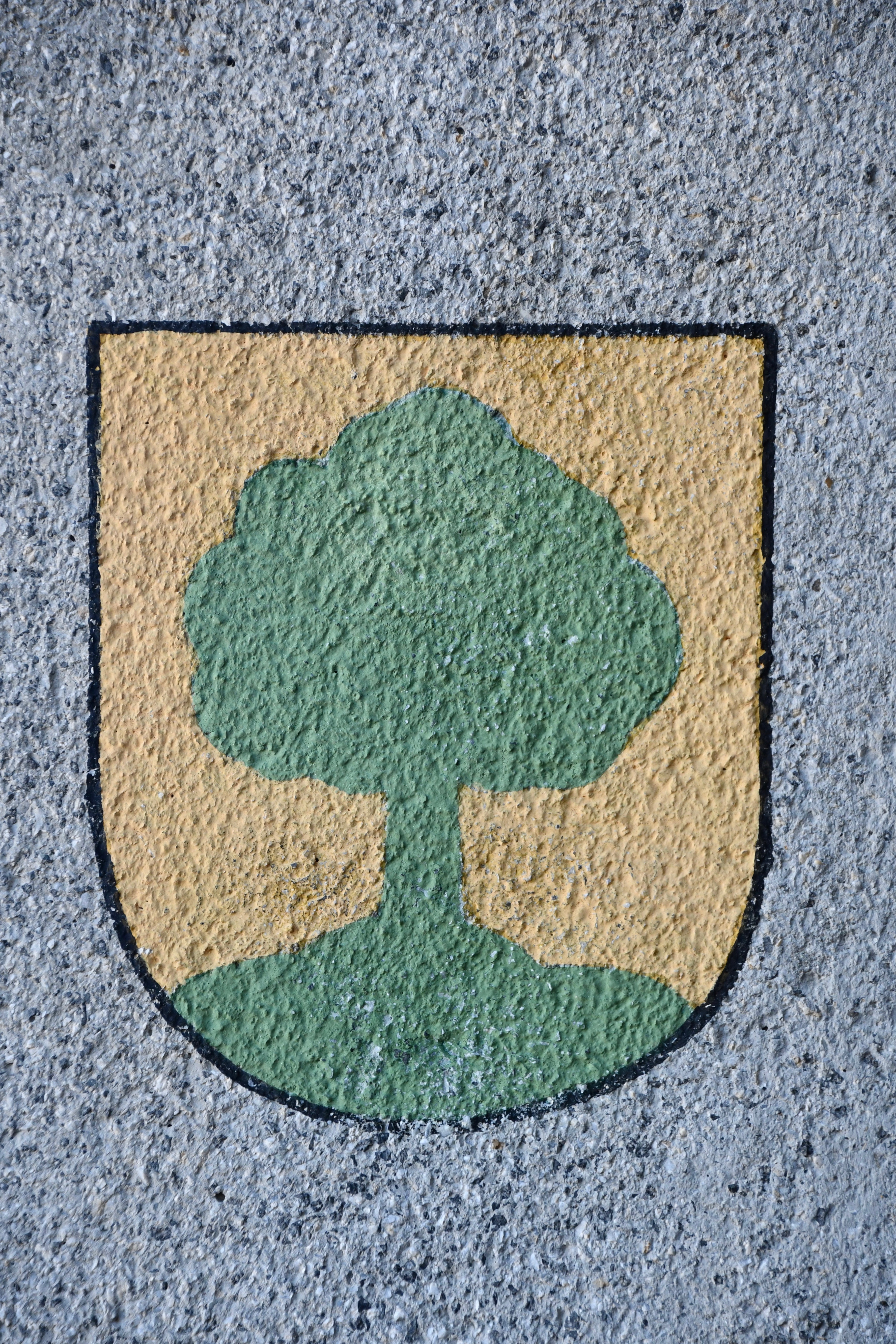
Peinture du drapeau du district.

| Nom             | N° OFS | Population (décembre 2022) |
| --------------- | ------ | -------------------------- |
| Champéry        | 6151   | +001 350,                  |
| Collombey-Muraz | 6152   | +009 739,                  |
| Monthey         | 6153   | +018 446,                  |
| Port-Valais     | 6154   | +004 397,                  |
| Saint-Gingolph  | 6155   | +000988,                   |
| Troistorrents   | 6156   | +004 838,                  |
| Val-d'Illiez    | 6157   | +002 146,                  |
| Vionnaz         | 6158   | +002 902,                  |
| Vouvry          | 6159   | +004 473,                  |
| Total           | Total  | +049 279,                  |